# Miguel Prata Roque
José Miguel Prata Roque (Lisboa, 7 de janeiro de 1978) é um jurista e professor universitário, que foi Secretário de Estado da Presidência do Conselho de Ministros (2015–2017) do primeiro governo de António Costa, Assessor do Gabinete de Juízes do Tribunal Constitucional (2007–2014), Adjunto do Ministro dos Assuntos Parlamentares (2005–2007) do primeiro governo de José Sócrates, Membro da Comissão Nacional de Eleições (2006–2007) e Assessor de António Costa enquanto Vice-Presidente do Parlamento Europeu (2004–2005). 
É licenciado, mestre e doutor em Direito, pela Faculdade de Direito de Lisboa, na qual é docente desde 2001 e professor auxiliar desde 2014, atuando também como investigador do Centro de Investigação de Direito Público e do Centro de Investigação de Direito Penal e Ciências Criminais.

## Pareceres sobre condutas legais de Primeiros-ministros
Dada a sua formação e participação política no gabinete de Sócrates, comentando já em 2025 no programa “Linhas Vermelhas” da SIC Notícias o Caso Spinumviva que então ruiu o Governo, Miguel Prata Roque estabelece algum nível de equivalência em severidade legal entre os casos que envolvem Luís Montenegro, António Costa e José Sócrates. Referindo-se ao processo judicial consequente da “Operação Marquês”; comenta que "nunca foi apontado um ato concreto de corrupção a José Sócrates", "o que há é um desfasamento entre a riqueza, as despesas e a atividade que tem", controversa análise contrária à dos próprios pareceres judiciais sobre os factos decorridos entre 2006 e 2015. Na semana antes, em resultado de uma mais assertiva condenação dos vínculos empresariais de Montenegro, em que acusou a existência de troca de favores ilícita, seria processado pela empresa alvo das acusações por difamação.